# Fefen Municipality
Fefen Municipality är en kommun i Mikronesiska federationen.   Den ligger i delstaten Chuuk, i den västra delen av landet, 700 km väster om huvudstaden Palikir. Antalet invånare är 4 062. Fefen Municipality ligger på ön Fefen Island.